# Monument a l'Òpera Marina
El Monument a l'Òpera Marina és una obra del municipi de Lloret de Mar (Selva) inclosa en l'Inventari del Patrimoni Arquitectònic de Catalunya.

## Descripció
El monument a l'Òpera Marina està inscrit en una penya del Mirador de Mallorca, el qual es troba emplaçat en el Passeig de Sa Caleta. Està compost per dues parts ben diferenciades: per una banda tenim l'estela commemorativa, la qual es troba en molt bon estat de conservació. En la part superior de l'estela s'observa una caravel·la; al centre una inscripció que diu així: "LLORET DE MAR A D. FRANCISCO CAM-PRODON SAFONT Y A D. PASCUAL EMI-LIO ARRIETA AUTORES DE LA ÓPERA MARINA CUYOS PRINCIPALES EPISO-DIOS FUEROS INSPIRADOS EN ESTAS PLAYAS 1855-1955". Tanca l'estela en la part inferior una sirena.
Mentre que per l'altra tenim una àncora lligada a la penya amb seva pertinent cadena. Ambdós elements - tant l'ancora com la cadena- es troben en molt mal estat de conservació, ja que estan completament oxidades, cosa que es deuria a l'acció corrosionadora i debastadora de la sal del mar.

## Història
El monument commemora la Representació de l'Òpera "Marina" a la mateixa platja de Lloret, l'any 1930. L'Òpera va ser creada per la figura romàntica de Francesc Camprodon i Safont (1816-1870), que dedicà a Lloret tot el text d'una sarsuela "Marina", la qual va ser musicada per Emilio Arrieta, convertida més tard en òpera (amb el text ampliat per Miguel Ramos Carrión). De l'Òpera sobresortien en especial dues frases que deien així: "Costas, las de levante; playas, las de Lloret".